# NGC 6189
NGC 6189 est une vaste galaxie spirale barrée située dans la constellation du Dragon. Sa vitesse par rapport au fond diffus cosmologique est de 5 630 ± 2 km/s, ce qui correspond à une distance de Hubble de 83,0 ± 5,8 Mpc (∼271 millions d'al). NGC 6189 a été découverte par l'astronome américain Lewis Swift en 1885.
La classe de luminosité de NGC 6189 est III-IV et elle présente une large raie HI. De plus, c'est une galaxie du champ, c'est-à-dire qu'elle n'appartient pas à un amas ou un groupe et qu'elle est donc gravitationnellement isolée.
À ce jour, trois mesures non basées sur le décalage vers le rouge (redshift) donnent une distance de 82,233 ± 2,053 Mpc (∼268 millions d'al), ce qui est à l'intérieur des valeurs de la distance de Hubble.

## Supernova
La supernova SN 2010gl a été découverte dans NGC 6189 le 18 juillet 2010 par I. Nayak, S. B. Cenko, W. Li et A. V. Filippenko dans le cadre du programme conjoint LOSS/KAIT (Lick Observatory Supernova Search de l'observatoire Lick et The Katzman Automatic Imaging Telescope de l'université de Californie à Berkeley). Cette supernova était de type Ia.

## Identification incertaine de NGC 6189 et NGC 6191
Toutes les sources consultées s'accordent sur un point, PGC 58440 est la galaxie observée par Swift en 1885, soit NGC 6189. Cependant le professeur Seligman et Wolfgang Steinicke soutiennent que NGC 6191 observée par Swift en 1886 est cette même galaxie, alors que les bases de données NASA/IPAC, Simbad et HyperLEDA identifient NGC 6191 à PGC 57427.
Sur son site, Harold Corwin écrit que rien n'est à la position donnée par Switf pour NGC 6191 en 1886. Comme il y a plusieurs galaxies brillantes près de cette position, les candidates possibles pour NGC 6191 sont NGC 6187, NGC 6189 et NGC 6190. Deux étoiles près de NGC 6187 correspondent à la description de Swift, mais c'est la plus petite et la moins lumineuse des trois candidates. Selon Steve Gottlieb, si Swift a fait une erreur de 50' sur la déclinaison, alors NGC 6191 est sa deuxième découverte de NGC 6189. La possibilité que NGC 6191 soit PGC 57427 n'est mentionnée par ni l'un ni l'autre.